# Maire Gullichsen
Maire Eva Johanna Gullichsen (de soltera Ahlström, también conocida como Gullichsen-Nyströmer (24 de junio de 1907, Porin maalaiskunta - 9 de julio de 1990, Pori) fue una mecenas y coleccionista de arte finlandesa.  Cofundadora de la empresa de muebles Artek. El Museo de Arte de Pori se basa en la colección de arte de Gullichsen.

## Trayectoria
Gullichsen era hija del empresario finlandés Walter Ahlström. Su abuelo, Antti Ahlström, fue uno de los hombres de negocios más influyentes y ricos de Finlandia del siglo XIX. Estudió arte en Helsinki y en París entre 1925 y 1928 y se casó en 1928 con Harry Gullichsen, un directivo finlandés de ascendencia noruega que trabajaba en la compañía Ahlstrom. Maire y Harry Gullichsen apoyaban y eran amantes del arte moderno, así como de las artes aplicadas y la arquitectura.
En 1935, Gullichsen fundó la Free Art School, una escuela de arte privada en Helsinki, donde también estudió. Fue una de las fundadoras de Artek, junto con los arquitectos Alvar y Aino Aalto y el historiador de arte Nils-Gustav Hahl. Una de las obras más importantes de Alvar Aalto, Villa Mairea, en Noormarkku, fue diseñada para Harry y Maire Gullichsen en 1938. Hoy es uno de los monumentos arquitectónicos más conocidos internacionalmente en Finlandia. El estudio de pintura privado de Maire Gullichsen en el piso superior, con vista al acceso principal a la casa es una de las habitaciones clave del edificio. Durante sus últimos años, Gullichsen tenía la intención de establecer un museo de arte en Pori. Finalmente fue inaugurado en 1979.

### Familia
Maire y Harry Gullichsen (1902-1954) tuvieron cuatro hijos. La mayor, Harriet (nacida en 1929), murió joven, Kristian Gullichsen (1932-2021) fue un conocido arquitecto, Johan Gullichsen (nacido en 1936) es profesor y ex regatista olímpico, y Lilli Alanen (nacida en 1941) ) es filósofa y profesora emérita de la Universidad de Uppsala, Suecia. Maire Gullichsen se casó con el capitán Bertil C.Nyströmer en 1969. Maire Gullichsen también fue abuela del pintor y escultor Alvar Gullichsen.